# Ставропулос, Уильям
Уи́льям Спи́рос «Билл» Ставро́пулос (англ. William Spyros «Bill» Stavropoulos; род. 12 мая 1939, Саутгемптон, Нью-Йорк, США) — греко-американский бизнесмен и филантроп, CEO и председатель совета директоров транснациональной корпорации The Dow Chemical Company (1995—2000, 2002—2004), CEO и председатель совета директоров Мичиганского бейсбольного фонда (2005—н. в.), владелец бейсбольной команды Great Lakes Loons (Мидленд, Мичиган). Один из самых богатых греков США.
Будучи активным деятелем греческой общины США и диаспоры в целом, является членом Американо-греческого прогрессивного просветительского союза (AHEPA), Ордена святого апостола Андрея (архонт скевофилакс Вселенского Патриархата, 2010) и благотворительного фонда «Leadership 100» Греческой православной архиепископии Америки, оказывающего поддержку организациям Американской архиепископии в продвижении и развитии греческого православия и эллинизма в США (фонд создан в 1984 году под эгидой архиепископа Иакова).
Лауреат Почётной медали острова Эллис (1998).
Член Спортивного зала славы округа Мидленд (2005).

## Биография

### Ранние годы, семья и образование
Родился в семье греческих иммигрантов Спироса и Ангелы Ставропулос родом с Пелопоннеса (Греция). Его отец приехал в США в 1911 году. Вырос в поселении Бриджхэмптон (Нью-Йорк), где семья Билла владела известным кафе-мороженым/закусочной «The Bridgehampton Candy Kitchen». В школьные годы преуспевал как в учёбе, так и в спорте. Одним из школьных друзей детства Ставропулоса был Карл Ястржемский, будущий член Зала славы бейсбола.
Окончил Фордемский университет со степенью бакалавра фармации (1961) и Вашингтонский университет со степенью доктора философии в области медицинской химии (1966).

### Карьера

#### Dow Chemical Company
В 1967 году начал работать в Dow Chemical Company в качестве исследователя, получив должность в фармацевтической исследовательской лаборатории в Индианаполисе (Индиана). Уже вскоре, однако, у молодого Ставропулоса появилась возможность более активно участвовать в деятельности компании, связанной с её деловыми аспектами. Покинув исследовательскую лабораторию, в 1973 году он стал руководителем исследований диагностических продуктов. В 1977 году был назначен бизнес-менеджером отдела полиолефинов, и в течение следующего десятилетия продвигался вверх по карьерной лестнице, занимая всё более ответственные руководящие и исполнительные должности, в том числе пост президента Dow Latin America (1984—1985), а в итоге в 1993 году занял пост президента и CEO корпорации.
В начале 1990-х годов исполнительное руководство Dow пришло к выводу, что компании необходимы радикальные изменения с целью противостояния вызовам, возникающим в связи с международной экономической интеграцией. В 1995 году совет директоров избрал Ставропулоса CEO с тем, чтобы он возглавил всеобъемлющее преобразование компании. Будучи президентом Dow USA с 1990 года, он уже смог внести эффективные изменения в деятельность Dow в Соединённых Штатах, что стало подспорьем для изменений в компании, которые он внедрил во всём мире.
За время пребывания Ставропулоса на посту CEO, Dow Chemical Company претерпела серьёзные изменения, что сопровождалось увеличением её доходов, повышением производительности и значительным ростом цен на акции.
В ноябре 2000 года Ставропулос покинул пост CEO, оставшись председателем совета директоров. Однако в конце 2002 года от совета директоров корпорации ему поступило предложение вновь занять пост CEO, которое он принял, и занимал эту должность до конца 2004 года. В марте 2006 года оставил и пост председателя совета директоров. На этих руководящих должностях его сменил Эндрю Ливерис, австралийский бизнесмен также греческого происхождения.

#### Michigan Baseball Foundation
В 2005 году, совместно с главами нескольких фондов и компаний Мидленда (Мичиган), основал Мичиганский бейсбольный фонд (Michigan Baseball Foundation).

#### Другое
В 2007—2012 годах — член совета директоров международного концерна Tyco International Limited.

### Филантропия
Совместно с супругой Линдой учредил фонд «Bill and Linda Stavropoulos Family Foundation» (Семейный фонд Билла и Линды Ставропулос), выделяющий пожертвования образовательным, религиозным, гражданским, рекреационным и культурным некоммерческим организациям. Президентом фонда является супруга Ставропулоса.
С 1988 года является членом консультативного совета Колледжа наук Университета Нотр-Дам.
В 2016 году на средства фонда Ставропулосов при Университете Нотр-Дам был открыт Центр междисциплинарной биофизики Ставропулосов (The Stavropoulos Center for Interdisciplinary Biophysics).

## Личная жизнь
С 1967 года женат на Линде Теофил, в браке с которой имеет сына Билла и дочь Анджелу.
Прихожанин греческой православной церкви.